# Sintea Mare
Sintea Mare è un comune della Romania di 3 735 abitanti, ubicato nel distretto di Arad, nella regione storica della Transilvania.
Il comune è formato dall'unione di 3 villaggi: Adea, Sintea Mare, Țipar.
L'esistenza di Sintea Mare è attestata in documenti del 1337; più antico il villaggio di Adea, citato in documenti del 1202.